# 崇真堂
崇真堂是中国武汉现存最古老的基督教堂。
崇真堂位于武昌区戈甲营44号，由伦敦会传教士杨格非兴建于1864年，为省城武昌的第一座基督教堂。哥特式风格，开尖券窗，可容200人。
1958年实行联合礼拜，戈甲营崇真堂人员并入汉阳门生命堂，房屋改为纸厂仓库。2000年11月恢复礼拜。2005年列为武汉市第二批优秀历史建筑。